# Авіценна
Абу́ Алі́ аль-Хусе́йн ібн Абдалла́х ібн Сі́на (перс. ابو علی حسین بن عبدالله بن سینا), скорочено Ібн Сіна, латинізоване — Авіце́нна (лат. Avicenna, 980 — 1037) — перський науковець-енциклопедист, філософ, лікар, хімік, астроном, теолог, поет. Вважається найвпливовішим поліматом Золотої доби ісламу.
Ібн Сіна написав близько 450 трактатів на теми з різних галузей науки, з яких збереглося близько 240. Більшість з його праць (близько 150) присвячені філософській тематиці, 40 — медицині. Найвідомішими є «Книга зцілення», філософська і наукова енциклопедія, і «Канон лікарської науки», який був основним підручником для вивчення медицини в багатьох середньовічних університетах.
Був лікарем і візиром правителів середньоазійських держав тих часів.

## Історичний контекст
Ібн Сіна жив і створював свої праці на широку тематику впродовж періоду, який зазвичай називають Золотою добою ісламу. У цей період всебічно вивчали переклади греко-римських, перських та індійських текстів. Були поширені греко-римські тексти (напрямків платонізму, неоплатонізму, і арістотелізму) з коментарями представників школи Аль-Кінді, які їх адаптували до своєї системи знань, що ґрунтувалась на індійській науці — математиці, астрономії, алгебрі, тригонометрії, медицині. У східній частині Персії, Хорасані і Середній Азії правителями династії Саманідів, а в західній частині Персії та Іраці — династією Буїдів - були створені сприятливі умови для наукового і культурного розвитку. За часів правління Саманідів Бухара і Багдад були культурними центрами ісламського світу.
Поширилось вивчення Корану і Хадису. Також Ібн Сіна і його опоненти зробили внесок у подальший розвиток філософії, фікху і ісламської теології. Ар-Разі та Аль-Фарабі розробили методологію та основи знань із філософії і медицини. Ібн Сіна мав доступ до великих бібліотек Балха, Хорезма, Горгана, Рея, Ісфагана і Гамадана. Під час перебування в Хорезмі Ібн Сіна зустрічався з відомими науковцями того часу — Аль-Біруні, математиком Ібн Іракі, лікарем Аль-Хаммаром, філософом Аль-Масихі.

## Біографія

### Походження
Ібн Сіна народився у вересні 980 року у невеликому укріпленому поселенні Афшана, неподалік від Бухари. У власній автобіографії він вказував, що його батько належав до ісмаїлітів і походив з міста Балха (сучасний Афганістан). Переїхав за днів правління Саманіда Нух ібн Мансура до Бухари, де був посадовцем у дивані. Мати була родом з Афшани, де родина жила до народження другого сина, а потім переїхала до Бухари. Бухара в той час була одним з головних центрів науки і культури ісламського світу.
Є декілька різних версій стосовно належності Авіценни до якоїсь школи права в ісламі — мазхабу. Середньовічний історик Захір аль-Байхакі вважав Авіценну послідовником Братів Чистоти. З іншого боку, шиїтський факіх Нурулла Шуштарі і сучасний іранський історик Сеїд Хоссейн Наср вважають найімовірнішою належність Авіценни до шиїтів-двонадесятників. Однак, той факт, що Авіценна вивчав Ханафітський мазхаб може свідчити про те, що він належав до цієї сунітської школи. За версією французького дослідника ісламу Анрі Корбена, Ібн Сіна, як і його батько, був ісмаїлітом. Такі ж розходження існують і стосовно походження родини Авіценни, одні дослідники вважають, що члени його родини були сунітами, більшість сучасних відносять їх до шиїтів.

### Початок освіти
Спочатку батько Авіценни займався його освітою самостійно, а також з допомогою торговця зеленню, що жив по сусідству. Від нього Авіценна дізнався про основи індійської математики та вивчив арифметичні дії з числами. Деякий час також вивчав фікг з вчителем на ім'я Ісмаіль-загі́д.
Згодом Ібн Сіна займався із знайомим свого батька Абу Абдуллагом ан-Натілі, який був відомий як «знавець філософії». Здавши іспит на знання на пам'ять Корану, отримав звання хафіз. З Натілі він почав вивчати книгу «Ісагуджі», арабський переклад праці філософа Порфирія Тирського «Вступ», де викладені основи логіки. З ним же Ібн Сіна пройшов декілька теорем Евкліда, а потім перейшов до вивчення Альмагеста, праці з астрономії давньогрецього вченого Клавдія Птолемея. Нерідко, даючи відповідь на запитання вчителя, учень вникав у суть питання краще ніж він сам.
З 14 років хлопець почав займатися самостійно, оскільки, за його ж пізнішими свідченнями, вчитель був не в змозі відповісти на його численні запитання. Почавши досліджувати працю Аристотеля «Метафізика», за його словами, «не зрозумів нічого і наміри її автора залишились для мене закритими». У розумінні метафізики допомогла книга Аль-Фарабі Тези метафізики, яку Авіценна придбав випадково на ринку за три дирхами.
Крім того, з 12 років, за порадою лікаря і філософа Абу Салаха аль-Масіхі, зацікавився медициною. Спочатку під керівництвом бухарського медика Абду-ль-Мансура Камарі, а згодом почав самостійну лікарську практику. У 16 років Ібн Сіну запросили у палац лікувати еміра Бухари — правителя Саманідської держави. Лікування було успішним, і в нагороду молодому лікареві дозволили користуватись бібліотекою Саманідів, однією з найкращих у світі на той час. В автобіографії Авіценна писав: «Я зайнявся вивченням медицини, доповнюючи читання спостереженням за хворими, що мене навчило багатьом прийомам лікування, яких не можна знайти в книгах».
У віці 18 років Ібн Сіна листувався з відомим науковцем аль-Біруні. Також на замовлення окремих жителів міста написав для них кілька книг:
робота під назвою «Зведене» («аль-Маджму»), у якій доступно викладались базові знання з усіх наук, крім математики.
книга коментарів з філософських питань «Отримання і досягнення» («аль-Хасіль ва-ль-Махсуль») (інший варіант назви «Підсумок і результат») у 20 томах.
книга з питань етики «Діяння добре і гріх» («аль-Барр ва-ль Ісм»).

### Доросле життя
У 1002 році помер батько Авіценни, і тепер дбати про родину стало його обов'язком. Крім того, під час завоювання Бухари караханідами була спалена бібліотека, де він займався науковими дослідженнями.

#### Хорезм (1002—1012)
Ібн Сіна з рідним братом Махмудом вирішили переїхати родиною в Ургенч, до двору правителів Хорезму. За службу при дворі отримував невелике грошове забезпечення. Незабаром у Хорезм прибули Аль-Біруні та Аль-Масихі. Разом з ними Ібн Сіна займався науковими дослідженнями з фізики, хімії, астрономії. Тут він почав роботу над філософською енциклопедією «Книга зцілення».
Існують припущення, що можливо у Хорезмі Ібн Сіна одружився і у нього народився син. Про цей факт не згадується у жодному джерелі. Проте з повного варіанту імені «Абу-Алі аль-Хусейн ібн Абдаллах ібн Сіна» (Батько Алі Хусейн син Абдаллаха сина Сіни) можна зробити таке припущення.
У 1010 році правитель сусідньої Газневідської держави султан Махмуд Газневі зажадав, щоб Ібн Сіна поступив на службу при його палаці. Після відмови зробити це султан почав переслідувати вченого, за його голову була встановлена винагорода. Авіценна змушений був тікати з Ургенча через пустелю Каракуми до Горгана, міста на південному узбережжі Каспійського моря. Під час переходу через пустелю помер Аль-Масихі, який залишив Ургенч разом з Ібн Сіною. Дорогою до Горгана Авіценна на короткий час зупинявся у Абіверді, Несі, Нішапурі. Зупиняючись у цих містах, він заробляв на прожиття лікуванням. У Несі в нього з'явилася невелика група учнів, для яких він написав декілька трактатів про математичні теореми, про кути, про паралельні лінії на сфері. Заняття геометрією підштовхнули його до дослідження земних мір, так був написаний трактат «Про екватор».

#### Горган і Рей (1012—1014)
Діставшись до Горгана, Авіценна зупинився там на тривалий термін. Один з місцевих вельмож подарував вченому будинок, де він оселився. Там Авіценна займався практичною медициною та продовжував працювати над своїми книгами.
Саме у Горгані у Авіценни з'явилась група учнів, яким він викладав логіку і астрономію. Серед них був і Абу-Убейд Джузджані, який відтоді супроводжував Авіценну до кінця життя. Також у Горгані Авіценна почав роботу над своєю найвідомішою книгою — «Каноном лікарської науки».
Однак невдовзі для Авіценни залишатись у Горгані стало небезпечно, оскільки між еміром та султаном Газневі стали розвиватись хороші відносини. Він змушений залишити це місто.
Невдовзі йому надійшло запрошення від правительки сусіднього Рея — Саїди. Вона правила там після смерті свого чоловіка як регент сина. У Реї також тривала ворожнеча за правління містом між матір'ю номінального еміра, та його старшим братом — Шамс ад-Давлю. Крім того, Махмуд Газневі невдовзі мав прибути в Рей із воєнним загоном. Проживши недовго у Реї, вилікувавши сина Саїди, написавши там близько 30 невеликих творів, серед яких філософська «Книга повернення», вчений змушений знову шукати нового пристановища.
Після тимчасового перебування у Казвіні, 1017 року Авіценна перебрався у Гамадан, де еміром став Шамс ад-Давлю. Дізнавшись про його приїзд емір викликав його до своєї резиденції і призначив своїм лікарем, згодом отримав посаду візира.

#### Гамадан (1017—1023)
Через свої філософські переконання, які часто розходилися з догмами ісламу, Авіценна набув ворогів серед мусульманського духовенства і серед військового оточення еміра. Сучасник Авіценни імам Аль-Газалі назвав його «невірним», а на його праці наклав заборону. Заходи, які він порадив еміру, направлені на зменшення видатків на військо та боротьбу з хабарництвом, налаштували проти нього найближче оточення правителя. Водночас Ібн Сіна мав підтримку серед міських купців та підприємців, тому що його реформи мали сприяти розвитку торгівлі. Емір відхилив вимогу військових стратити Ібн Сіну за вільнодумство, але вирішив змістити його із займаної посади і вислати за межі своїх володінь. Через сорок днів з еміром трапився черговий напад хвороби, який змусив його відшукати вченого і знову призначити своїм міністром. Гамаданські купці погоджувались дати позику для міської казни лише після повернення на посаду Ібн-Сіни.
Однак під час військового походу еміру стало погано, а лікаря поруч не було, і він помер. Після смерті ад-Давла Авіценну звільнили з посади візира, і він змушений був переховуватись у будинку місцевого аптекаря, де продовжував роботу над своїми творами.
Через переслідування Авіценна написав листа до префекта міста Ісфахана, де пропонував свою службу. Тоді тривала війна між правителями Гамадана й Ісфахана. Новий емір Гамадана дізнався про цей лист та про місце перебування Ібн Сіни, його схопили і на чотири місяці ув'язнили у фортеці Фардджан. Після падіння Гамадана у 1024 році, Авіценна ще деякий час залишався там. Але пізніше, переодягнувшись дервішем, разом з рідним братом, учнем та двома слугами, залишив місто і вирушив до Ісфахана.
В ув'язненні Авіценна не припиняв працювати. Саме у в'язниці написана повість «Про Хая, сина Якзана», закінчені «Книга зцілення» і трактат «Про правильний шлях».

#### Ісфаган (1023—1037)
Останні чотирнадцять років життя служив в Ісфагані при дворі еміра Абу Джафар ад-Давля, де для нього створили сприятливі умови для наукової праці. Він був головним лікарем і радником еміра, супроводжував його навіть у військових походах.
Протягом цих років Авіценна, спонуканий критикою його стилю, вдався до вивчення літератури і філології. Також продовжував плідну наукову роботу. Завершив «Канон лікарської науки».
Багато рукописів праць, зокрема «Книга справедливості» («Кітаб аль-Інсаф»), згоріли під час нападу на Ісфаган газневідського війська.
Під час одного з виснажливих військових походів правителя Ісфагану Ібн Сіна захворів на тяжку дизентерію, можливо це був амебіаз.[джерело?] Від цього вилікувати себе він не зміг. Помер Авіценна в червні 1037 року. Перед смертю він продиктував свій заповіт незнайомцеві. У ньому давалась вказівка відпустити на волю всіх слуг, а майно роздати бідним.
Поховали Авіценну у Гамадані біля міської стіни, а через 8 місяців його прах перевезли до Ісфагана і перепоховали у мавзолеї еміра.[джерело?]

## Роботи
Точної кількості написаних Авіценною творів не встановлено. Йому приписують до 456 робіт, у тому числі 23 мовою фарсі.

### Канон лікарської науки
До написання Авіценною «Канону лікарської науки» найвідомішими науковими роботами з медицини були «Царська книга», засновника лікарні у Багдаді Алі ібн-Аббаса і 30-ти томна праця Абу Бакара Ар-Разі «Всеохопна книга з медицини». Проте, ці книги мали багато спільних недоліків: відомості у них були недостатньо систематизовані, результати спостережень часто змішувались із вигадками, рекомендації доповнювались містичними тлумаченнями. Виклад матеріалу був складним для розуміння навіть практикуючого лікаря. Перед написанням своєї книги Ібн Сіна прагнув уникнути цих помилок своїх попередників.
Книга є відомою тим, що у ній вперше описано заразні хвороби і захворювання, що передаються статевим шляхом, також карантин як засіб для запобігання поширенню інфекцій. Авіценна у своїй книзі почав досліджувати таку галузь медицини, як нейропсихіатрія, та першим висунув ідею про синдром при діагностуванні окремих захворювань, Ібн Сіна перейняв від давньогрецьких медиків теорію про те, що епідемії спричиняються викидами у повітря (теорія міазмів)..
«Канон лікарської науки» був першою книгою, яка стосувалася теми експериментальної медицини, доказової медицини, випадково-контрольованих досліджень, і тестів ефективності ліків. Канон встановив правила і принципи для перевірки ефективності нових ліків і медикаментів, які дотепер є основою клінічної фармакології і сучасних клінічних досліджень.

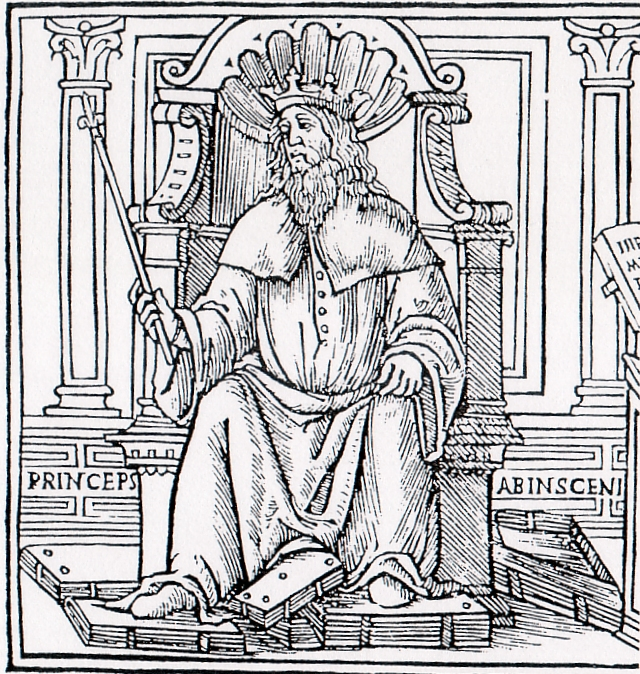
Гравюра з дерева, що зображує Авіценну як правителя медицини. Видання «Канону» з коментарями Джентіле де Фоліньо, Венеція, 1520

За цим правилом, лікувальні властивості різних речовин визначаються двома шляхами — випробуванням і порівнянням. При випробуванні ліків слід дотримуватися наступних вказівок, тоді результат випробування буде точний:
- на ліки не повинні впливати фактори, що можуть змінити його активну дію;
- хвороба, на якій випробовують ліки, повинна бути простою, без ускладнень;
- ліки слід випробовувати на протилежних хворобах, оскільки іноді вони мають лікувальний ефект при одній хворобі за своїм призначенням, а при іншій — як побічний ефект.

У «Каноні» багато уваги приділяється не лише способам лікування різних хвороб, але й питанням профілактики, попередження хвороб, збереження здоров'я. Важливе значення Авіценна надає фізичним вправам, режиму харчування, відпочинку, особистій гігієні людей різного віку.
Ібн Сіна є одним з перших медиків, хто серйозно досліджував спосіб життя довгожителів, чим заклав основи геронтології

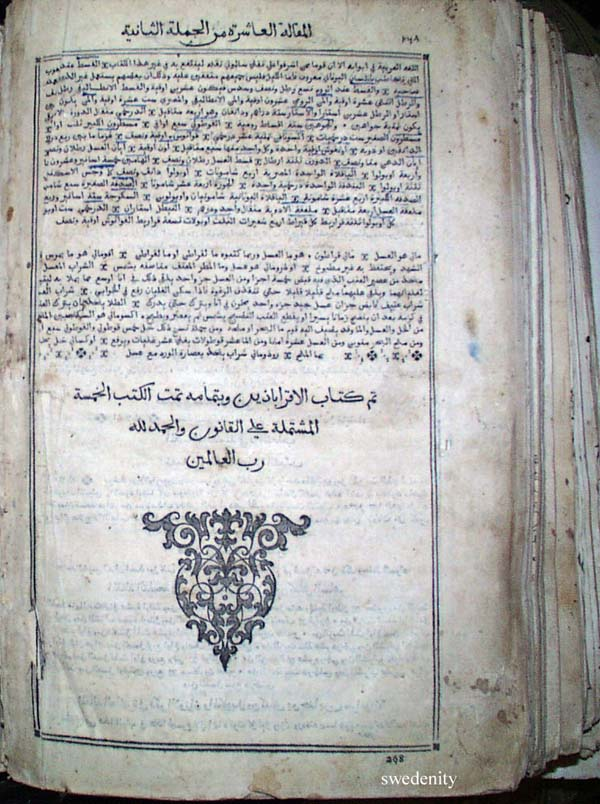
Канон лікарської науки

Арабською мовою книга видана у Римі 1593 року, переклад на івриті виданий у Неаполі 1491 року. Переклад латинською мовою видавався близько 30 разів, основою цих видань був початковий переклад Герарда Кремонського. У 15 столітті з'явились коментарі «Канону». Латинською мовою також були видані такі твори Авіценни «Про сердечні препарати» (Medicamenta Cordialia), «Пісня медицини» (Canticum de Medicina) і Tractatus de Syrupo Acetoso.
Робота Авіценни «Канон лікарської науки» (араб. "Аль-Канун фі-т-тібб") є зводом досвіду грецьких, римських, індійських і середньоазійських лікарів, а також його власних спостережень, як практикуючого лікаря. Цей твір вже у 12 столітті був перекладений з арабської на латинську мову. Ця книга за кількістю видань деякий час рівнялась із Біблією і протягом п'яти століть була обов'язковим посібником для лікарів у середньовічній Європі.
«Канон лікарської науки» складається з п'яти книг.
У першому томі, який у свою чергу поділений на чотири частини, викладені теоретичні відомості про медичну науку, до якої Авіценна включив такі галузі знання як анатомія, фізіологія, діагностика, хірургія. Авіценна першим дав наукове визначення хвороби як порушення функціонування організму. Також сформував вчення про пульс, яке з деякими доповненнями використовується сучасною медициною. Описав будову м'язів людського ока.
У другому томі описано 811 лікарських засобів рослинного, тваринного та мінерального походження, розташованих за алфавітом. Авіценна описує їхню дію на організм, способи застосування, правила збору і зберігання. У книзі наводиться більше 200 рецептів ліків з використанням меду і підкреслюються його лікувальні властивості для організму.
Цікавим фактом є те, що окреме місце займають рецепти приготування плову, який Авіценна радив як ліки при нездужанні, виснаженні організму та при деяких хворобах.
Третій том «Канону» є найбільшим за обсягом і присвячений патології і терапії. Тут описуються різні хвороби та способи їх лікування. До кожного розділу зроблено анатомо-топографічний вступ.
Четвертий том присвячений хірургії. Авіценна детально описує лікування вивихів та переломів, гарячки, окремо виділені методи лікування різноманітних пухлин, гнійних запалень. У свій час Авіценна першим з хірургів провів трепанацію черепа.
У цьому ж томі розповідається про віруси. Гіпотезу Авіценни про те, що збудниками інфекційних хвороб є віруси, підтвердив Луї Пастер через 800 років. У книзі описані такі хвороби, як чума, холера, гепатити. Крім того, Авіценна першим проаналізував причини виникнення таких тяжких хвороб, як менінгіт і виразка шлунку. Дав детальний опис симптомів і ознак цукрового діабету
П'ятий том присвячений складним лікам, а також отрутам і протиотрутам.

#### Інші роботи з медицини
У «Кітаб-аль-Адвія аль-Калбія» («Книга про сердечні препарати»), написаній до «Канону», Ібн Сіна вперше в історії медицини дає повну характеристику відомих в його епоху медикаментів, які використовуються при лікуванні серцевих захворювань, описує десять складних ліків, які розробив він сам і застосовував при лікуванні серцевих захворювань. У трактаті «Алвахія», у якому зібрані рецепти Ібн Сіни, вперше розповідається про засоби, що підсилюють пам'ять і розумові здібності людини, тобто про психостимулятори.

### Книга зцілення
Написана арабською «Книга зцілення» («Кітаб аш-Шифа») також є багатотомною філософською та науковою енциклопедією. Вона складається з 18 томів, поділених на чотири частини.
Перша частина «Книги зцілення» присвячена логіці. Але поряд із широким аналізом проблем логіки — поняття, судження, силогізму, доказу, діалектики — тут викладені погляди мислителя на сутність риторики, поезії, співвідношення логіки і граматики, а також аналіз багатьох граматичних категорій: іменника, дієслова та інших частин мови.
Другу частину цієї роботи Авіценна назвав фізикою, до якої відносив усі природничі науки. У ній він детально виклав загальні принципи своєї натурфілософії — вчення про матерію та форму, рух, час і простір, скінченність і нескінченність, теорію виникнення і зникнення предметі та явищ реальності. У цьому ж розділі викладаючи власну теорію про душу, робить глибокий аналіз проблем психології та гносеології.
Тут Ібн-Сіна виклав свої геологічні погляди і торкався багатьох природних явищ. Узагальнив наукові знання в галузі метеорології, мінералогії, ботаніки та зоології.

Викладаючи свої міркування про зміну рельєфу Землі він описував дві можливі причини утворення гір: 
|   | Вони спричинені або підняттям земної кори, яке могло бути наслідком сильного землетрусу, або дією вод, які прокладаючи собі новий шлях, залишали долини і просочувались крізь шари, різної щільності, іноді дуже м'які, іноді дуже тверді. Вітри та води руйнували одні з цих шарів, а інші залишали недоторканими |
| — | |

Такі дослідження для тогочасної науки були новими, за його фундаментальний внесок у розвиток геологічної науки Авіценну називали «батьком геології»
Третя частина «Книги зцілення» охоплює всі відомі на той час автору математичні науки, до яких він поряд з арифметикою, геометрією та астрономією, відносить і музику.
Четверту частину Авіценна присвятив метафізиці (власне філософії). Зробив детальний виклад своєї філософської онтології, описав ряд гносеологічних проблем, вчення про людину, про сутність суспільного життя і пророцтва.

### Інші філософські роботи
Для розуміння розвитку ідей Ібн Сіни та еволюції його поглядів важливе значення мала 20-томна «Книга справедливості», рукопис якої був знищений під час пограбування дому Авіценни у Ісфахані. У вступі до своєї пізнішої роботи «Суперечки» (Мубахісат) він пише: «Я написав книгу під назвою „Інсаф“ (Справедливість). У цій книзі я розділив вчених на дві групи: східних і західних. Вони сперечаються між собою. У кожній суперечці я показую їхні протиріччя і після цього вказую на справедливий шлях вирішення цього питання. Книга містить приблизно 28 000 проблем». Ідеї викладені у «Книзі справедливості», Авіценна згодом намагався відновити у «Хікмат-аш-Машрікієш» («Філософія східних»).

## Філософські погляди
Авіценна був найвідомішим філософом середньовічного ісламу, послідовником античної традиції, насамперед аристотелівської, стоїчної та неоплатонічної, яку він прагнув пристосувати до практичних потреб життя та завдань природничо-наукових досліджень. Його філософські праці були написані під впливом Аль-Фарабі, Аристотеля та неоплатоніків, і у свою чергу, вплинули на схоластиків 13 століття.
У філософському вченні Ібн-Сіни ідеї Аристотеля та неоплатоніків складно переплітаються із загальними принципами мусульманської теології. Ібн Сіна заперечував створення світу в часі, розглядав його, услід за неоплатоніками, як позачасову еманацію божества, але не з волі останнього, а в силу об'єктивної необхідності, або як вияв «необхідно-сущого самого по собі» (аналогія — Єдине в неоплатонізмі). Природа за Ібн Сіною, в подальшому існуванні розвивається незалежно від Бога, за принципом саморуху, але разом з тим є замкнутою у просторі і часі.
Загалом у вченні про структуру знання і буття Авіценна був перипатетиком. У власній класифікації наук, Ібн Сіна дотримується принципів та критеріїв, якими користувався Аристотель, розділяючи усі науки на практичні і теоретичні. Практичні науки розглядають проблеми поведінки людини в суспільстві і сім'ї, а також людину загалом, як таку. Теоретичні науки спрямовані на досягнення знання. До складу теоретичних наук Ібн Сіна включав «першу» (вищу) науку (вчення про абсолютне буття), «середню» науку (математика, астрономія, музика) і «фізику» (всі природничонаукові знання свого часу).
Теорія науки Авіценни ґрунтується на його переконаності у пізнаваності світу. У цьому його позиція прямо протилежна уявленням мусульманської релігії та філософським поглядам метукаллімів. Авіценна не сумнівається у можливості пізнання світу силами самої людини і у цінності такого пізнання.
Раціоналізм Авіценни виявлявся також у його високій оцінці логіки. Як і Аристотель, він не включав логіки до жодної з теоретичних наук, а в усіх своїх філософських працях вступом до філософського і будь-якого іншого знання.
У той же час у свій розподіл наук Авіценна включав дисципліни, які не мають логічного наукового методу, і не могли вважатись науками, як такими. Так, до фізики він відносить фізіогноміку, тлумачення снів, теургію, алхімію, природничу магію, талісманознавство; до метафізики — вчення про вищий на нижчий світ ангелів, про чуда, одкровення. Описував фізичний вплив душі на об'єкти зовнішнього світу, про вплив поганого ока. Це дає підстави говорити про певну подвійність поглядів Авіценни, як філософа теж.
Концепція про строго впорядкований світ, який існує за законами детермінізму, є одним з центральних пунктів його філософії. Дотримуючись перипатетичної традиції у вченні про причинність, Ібн Сіна все ж відмовився від жорсткого детермінізму: існування «можливо-сущого» не є необхідним само по собі, а стає таким внаслідок зміни волі «необхідно-сущого», як Першої причини, яка дає початок наступному ряду сущих і робить їх необхідними. Першопочаток — це єдине, що є необхідним само по собі. Все решта є похідним від нього, і тому лише можливим. Перша причина є тільки першим поштовхом, далі світ сущого визначається причинною залежністю всередині нього самого.
Іншим важливим пунктом філософії Авіценни є вчення про душу. Вважав душу нетілесною субстанцією, яка перебуваючи в тілі, є відмінною від нього і домінує над ним. Вона не просто форма, що існує у тілесному субстраті, вона не приєднується до тіла, а створює людське тіло, є його причиною. Саме душа дозволяє людині жити осмислено, керує її вчинками, спрямовує їх до моральності. Справедливість, як ідеал, можлива при постійному вдосконаленні душі через пізнання, що поступово звільняє душу від кайданів чуттєвості й наближає її до янголів". На цій стадії, підкреслював Авіценна, досягається «останній щабель людяності».
У теорії загальних понять, яка у Західній Європі дістала назву універсалій, дотримувався позиції аристотелізму. Вважав, що універсалії можуть існувати до речей, в речах і після них. Надалі ці погляди стали у Європі джерелом для так званого поміркованого реалізму. У галузі психології, услід за Аристотелем, наголошував на важливості розрізнення у живих створінь рослинної, тваринної та розумової функцій.
Основними роботами з філософії є «Книга зцілення», «Книга спасіння» «Книга вказівок і настанов» і «Книга знання» («Даниш-наме») мовою фарсі, яка також є енциклопедією.

## Інші галузі

### Психологія
Розробив також своє власне вчення про темперамент і характер людини. Так, за Авіценною натура людини поділяється чотири простих види: гаряча, холодна, волога і суха. Ці натури не є стабільними, а змінюються під впливом внутрішніх та зовнішніх факторів, таких як метеорологічні умови та зміна пір року. Аліментарні фактори, а також зміни у рідинах організму також можуть коригувати натуру у відповідному напрямку. Крім простих натур, Авіценна розрізняв ще чотири складних натури, на основі превалювання однієї з чотирьох рідин організму (крові, слизу, жовтої і чорної жовчі).

### Хімія
У галузі хімії Авіценна відкрив процес перегонки ефірних олій. Вмів добувати соляну, сірчану і азотну кислоти, гідроксиди калію і натрію.

### Астрономія
Перебуваючи в Горгані, Ібн Сіна написав трактат про визначення довготи цього міста. Ібн Сіна не зміг скористатися тим методом, яким користувалися Абу-л-Вафа і ал-Біруні, і запропонував новий метод, що складається у вимірі кульмінаційної висоти Місяця і її порівнянні з висотою в Багдаді шляхом обчислень за правилами сферичної тригонометрії.
У «Книзі про спосіб, що переважає над іншими способами при конструюванні спостережного інструменту», Ібн Сіна описав винайдений ним інструмент для спостереження, який на його думку, повинен був замінити астролябію; в цьому інструменті для уточнення вимірювань вперше застосовувався принцип ноніуса.

У своїх працях Авіценна критикував астрологію. Вважав її лженаукою та заперечував твердження астрології про те, що за розташуванням сузір'їв та рухом планет можна передбачити майбутні події, долі народів та окремих людей: 
|  | Кажуть, що входження Місяця у сузір'я Скорпіона — ознака дощу. Але дощ має багато інших причин. Дощ іде тому, що з вологої землі піднімаються випари, які конденсуються у хмари під дією холоду. Це явище часто може відбуватися в момент входження Місяця у сузір'я Скорпіона, але якщо це явище відбувається у гірських та прохолодних областях, як, наприклад, у Табаристані, то воно може статися в той же момент в пустелях, над якими підіймається тепле повітря. |

### Література

Пам'ятник Авіценні у Києві на території МАУП (Міжрегіональної Академії Управління)

### Музика
Авіценна писав також твори з теорії музики, які є частинами його енциклопедичних робіт:
«Звід науки про музику» у «Книзі зцілення»;
«Скорочений виклад про музику» у «Книзі спасіння»;
розділ про музику у «Книзі знання».
З теоретичної точки зору Ібн Сіна, за середньовічною традицією, відносив музику до математичних наук. Він визначав її, як науку, що вивчає звуки у їхніх співвідношеннях і має на меті встановлення правил створення композиції. Виходячи з вчень Піфагора, вважав, що музика підпорядкована числам і перебуває у тісному зв'язку з ними.
Ібн Сіна вперше в історії підвів під музичну історію солідну наукову базу, розглянувши музику з позицій не тільки математики, а й соціології, психології, поетики, етики та фізіології.
Ібн Сіна спільно з Фарабі заклав основу науки про музичні інструменти, яка отримала подальший розвиток у Європі у значно пізніший час. Він дає детальну класифікацію типів музичних інструментів, пояснює їх будову. У шостому розділі «Книги знання» наводяться назви майже всіх існуючих інструментів з їх описами. Праці Фарабі та Ібн Сіни з вивчення музичних інструментів заклали основи інструментознавства як спеціальної галузі музичної науки.
Авіценна також є винахідником поширеного у Середній Азії смичкового інструмента — гиджака.

## Критика
Навколо філософських поглядів Авіценни велася гостра боротьба між прихильниками його ідей та противниками. Найбільше критикували Авіценну суфії і мутакалліми.
Суфії різко виступали проти раціоналізму Ібн Сіни, ставлячи йому у провину те, що не дає можливості людині наблизитись до бога. Тим не менш багато суфіїв перейняли філософський метод Авіценни і його ідею про еволюційний характер сходинок еманації по лінії сходження.
Найбільшим критиком серед мутакаллімів був Мухаммад Газалі, який у своїй відомій книзі «Спростування філософів» намагався спростувати філософію Ібн Сіни у всіх аспектах. Виступав проти вчення про початковість та вічність світу та його атрибутів, оскільки це, на думку Газалі, приводить до дуалізму, який суперечить монотеїзму. Газалі відкидає також принцип еманації, згідно з яким бог творить світ не за власною волею, а в силу природної необхідності. Не розділяв також висунутих Авіценною ідей про причинність та неможливість тілесного воскресіння.
Пізніше лінію Газалі продовжили мислителі XII століття Мухаммад Шахрістані і Фахріддін Разі.
Із захистом ідей східного перипатетизму у XII столітті виступив Ібн Рушд у своїй книзі «Спростоване спростування». Згодом погляди Ібн Сіни захищав Насіріддін Тусі.

## Українські видання
- Ібн Сіна. Книга спасіння: Логіка. Фізика. Метафізика / Переклад з арабської Михайла Якубовича. — Київ: Темпора, 2020.

## Пам'ять

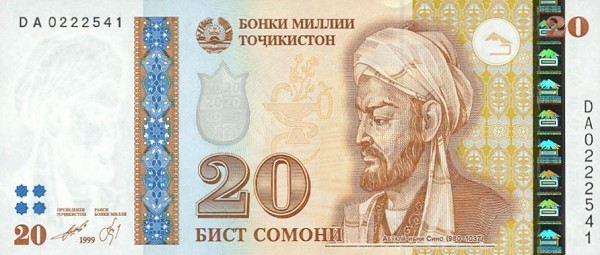
Авіценна на таджицькій національній валюті

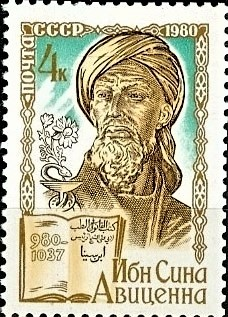
Авіценна на поштовій марці

- Іменем Авіценни названо один з кратерів на Місяці.
- На його честь також названо один астероїдів головного поясу[41].
- Пік Абу Алі ібн Сіни — гірська вершина в системі Паміру.
- Зображення Авіценни поміщено на банкноті номіналом 20 таджицьких сомоні.
- Карл Лінней на честь Авіценни назвав рід рослин родини Акантових — Авіценнія(інші мови).
- Знайдений 1958 року поблизу Самарканда мінерал, оксид талія назвали авіценніт.
- Авіценна — журнал, що видають у Університеті Muhammadiyah Бенгкулу, Індонезія.

Також його ім'я носять навчальні медичні заклади:
- Державний медичний університет Ібн Сіни у Душанбе;
- Університет Бу-Алі Сіна у Гамадані, Іран[42];
- Академія середньовічної медицини і науки «Ібн Сіна» у місті Алігарх, Індія;
- медичні факультети університетів Париж-Декарт і Анкари.